# 루더스 온천

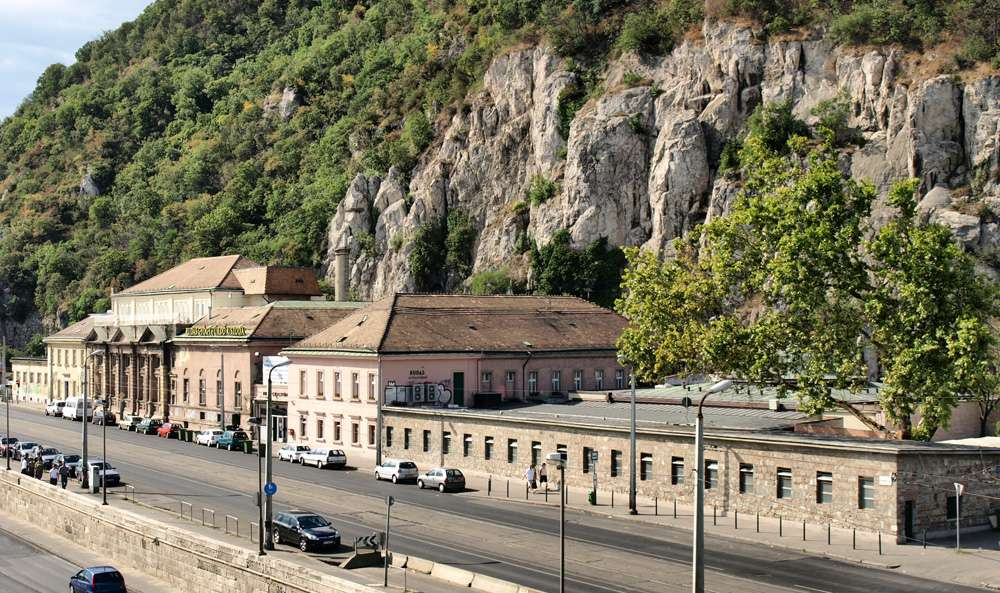
루더스 온천

루더스 온천(헝가리어: Rudas gyógyfürdő)은 헝가리 부다페스트에 있는 온천이다. 오스만 제국의 통치 기간인 1571/1572년에 설립되었다. 현재까지도 오스만 돔과 팔각형 풀을 비롯하여 하맘의 핵심 요소 중 많은 부분을 유지하고 있다. 에르제베트교의 부더 쪽 되브렌테이 테르 9에 위치하고 있다. 이 목욕탕에는 치료 목욕탕 6개와 수영장 1개가 있으며, 온도는 10~42°C(50~108°F)이다. 약간 방사능이 있는 온천수의 성분에는 황산염, 칼슘, 마그네슘, 중탄산염 및 상당량의 불소 이온이 포함된다. 관광 안내 책자에는 물이 퇴행성 관절 질환, 만성 및 아급성 관절 염증, 척추 디스크 문제, 신경통 및 뼈 체계의 칼슘 부족을 치료하는 데 도움이 될 수 있다고 주장하고 있다.
온천은 1566년부터 1578년까지 부더의 주지사였던 소콜루 무스타파 파샤의 의뢰로 건설되었다. 소콜루 무스타파 파샤는 대재상 소콜루 메흐메드 파샤의 조카였기 때문에 루더스 온천은 이스탄불에 있는 비슷한 기념비적인 오스만 건축물의 디자인과 크기를 반영하였다.
2006년 초에 내부를 전면적으로 개조한 후 다시 문을 열었다.